# Vincent Loosjes (1786-1841)
Vincent Loosjes (Haarlem, 20 oktober 1786 − aldaar, 4 april 1841) was een Nederlands boekhandelaar en letterkundige.

## Biografie
Loosjes was een telg uit het doopsgezinde boekhandelaarsgeslacht Loosjes en zoon van boekhandelaar en letterkundige Adriaan Loosjes (1761-1818) en Cornelia Johanna Herdingh (1761-1845). Hij werd genoemd naar de vader van zijn moeder en was de eerste met deze voornaam in het geslacht Loosjes. Hij ging eveneens werken in de firma van zijn vader. Bovendien schreef ook hij, net als zijn vader letterkundige werken, vooral veel gelegenheidsgedichten die veelal bij zijn eigen firma werden gedrukt en uitgegeven. Veel van zijn gedichten werden bovendien op muziek gezet zodat ze gezongen konden worden; daarvoor werkte hij een aantal maal samen met stadsgenoot Georg Wilhelm Derx (1801-1864). Hij trouwde in 1815 met Susanna van Westerkappel (1795-1841), met wie hij dertien kinderen kreeg, onder wie de letterkundige ds. Adriaan Loosjes (1828-1902) en de uitgever Pieter Loosjes (1836-1910). In 1819-1820 verzorgde hij Nagelaten gedichten van A. Loosjes P.z., zijn vader. In 1824 verzamelde hij Gedenkschriften wegens het vierde eeuwgetijde van de uitvinding der boekdrukkunst door Lourens Janszoon Koster, van stadswege gevierd te Haarlem den 10 en 11 julij 1823. Hij mengde zich ook in het publieke debat over de vermeende uitvinding van de boekdrukkunst te Haarlem.
Vincent Loosjes stierf in 1841 op 54-jarige leeftijd.

### Eigen werk
- Elk zocht, van welk een' stand of rang. [Z.p., 1808].
- Aan mijne waarde ouders bij de viering hunner zilveren bruiloft, den 23. November 1808. [Z.p., 1808].
- Feestspel, ter vieringe van het vijf-en-twintig-jarig bestaan der tooneelsociëteit Leerzaam Vermaak, te Haarlem. Gespeeld op den 4den van Bloeimaand, 1810. [Z.p., 1810].
- Grafschrift op Jeronimo de Bosch. [Z.p., 1811].
- Ter gelegenheid van een partij gegeven door den bruidegom Jacob Veen en de bruid Hillegonda van Geuns aan hunne vrienden en vriendinnen, op den 8sten April 1812. Haarlem, [1812].
- Bijzondere konst- en letter-bode voor het jaar 1815. No. 1. Woensdag den 26sten April. [Z.p., 1815 (Bruiloftsgedichten ter gelegenheid van het huwelijk van Vincent Loosjes en Suzanna van Westerkappel in de vorm van een pastiche van een uitgave van de Konst- en letterbode)].
- De veldslag bij Waterloo en Dichtproeven. Haarlem, 1817.
- Zedekundige uitspanningen. Haarlem, 1822.
- Nieuwe zedekundige uitspanningen. Haarlem, 1824.
- Rustbewaarders-lied. [Z.p., 1830].
- Lied voor de uittrekkende schutters, voor vier mannenstemmen. Haarlem, [1830].
- Zege-lied op 's Konings negenenvijftigsten verjaardag, den 24sten Augustus 1831. Haarlem, [1831].
- Bij de ontblooting van den lijksteen voor mr. Willem Bilderdijk. [Z.p., 1832].
- Waerachtig verhael van de eerlyke vryagie van een' Velzer chirurgyn met een Haarlemmer Mennist zusje. [Z.p., 1833].
- Nederlands vijfhoek. Uitboezeming bij de overweldiging van Antwerpens Kasteel. Haarlem, 1833.
- Welkom aan de helden van Chassé en Koopman, bij hunne terugkomst uit de Fransche krijgsgevangenschap. Haarlem, [1833].
- Toespraak aan de kinderen in het Oude Weeshuis der Vereenigde Doopsgezinden te Haarlem, ter gelegenheid van het tweehonderdjarig bestaan van dit godshuis. [Z.p., ca. 1834].
- Zangen. Haarlem, 1834.
- Welkom aan de terugkeerende Schutters te Haarlem. Haarlem, 1834.
- Redevoering bij de plegtige viering van het vijftigjarig bestaan van het Departement Haarlem der Maatschappij: Tot Nut van 't algemeen. Gehouden den 29sten Mei 1839 door Vincent Loosjes. Haarlem, 1839.
- Gezangen bij de viering van het vijftigjarig bestaan van het Departement Haarlem der Maatschappij: Tot Nut van ʹt Algemeen, den 29sten Mei 1839. [Z.p., 1839].
- Aan mijne huisvrouw Susanna van Westerkappel, op onzen vijf-en-twintigjarigen trouwdag, den 26sten April 1840. [Z.p., 1840].
- Ter tweehonderdste verjaring der stichting van het Zuiderhofje, gevierd te Haarlem den 10 augustus 1840. [Z.p., 1840].

### Vertaling
- Alphonse de Lamartine, De dood van Socrates. Een dichtstuk van A. de Lamartine. Haarlem, 1828.

- Biografisch Portaal: 76458807
- Digitale Bibliotheek voor de Nederlandse Letteren: loos006
- Gemeinsame Normdatei: 1124100970
- International Standard Name Identifier: 0000 0003 9786 5715
- Nederlandse Thesaurus van Auteursnamen: 069855900
- Virtual International Authority File: 64353574
- WorldCat: E39PBJmhRHPWgJdXpdcBkgpXVC